# Stili
Stili (gr. Στύλλοι, tur. Mutluyaka) – wieś na Cyprze, w dystrykcie Famagusta. Obecnie znajduje się w granicach Cypru Północnego.
–